# Avantgarde

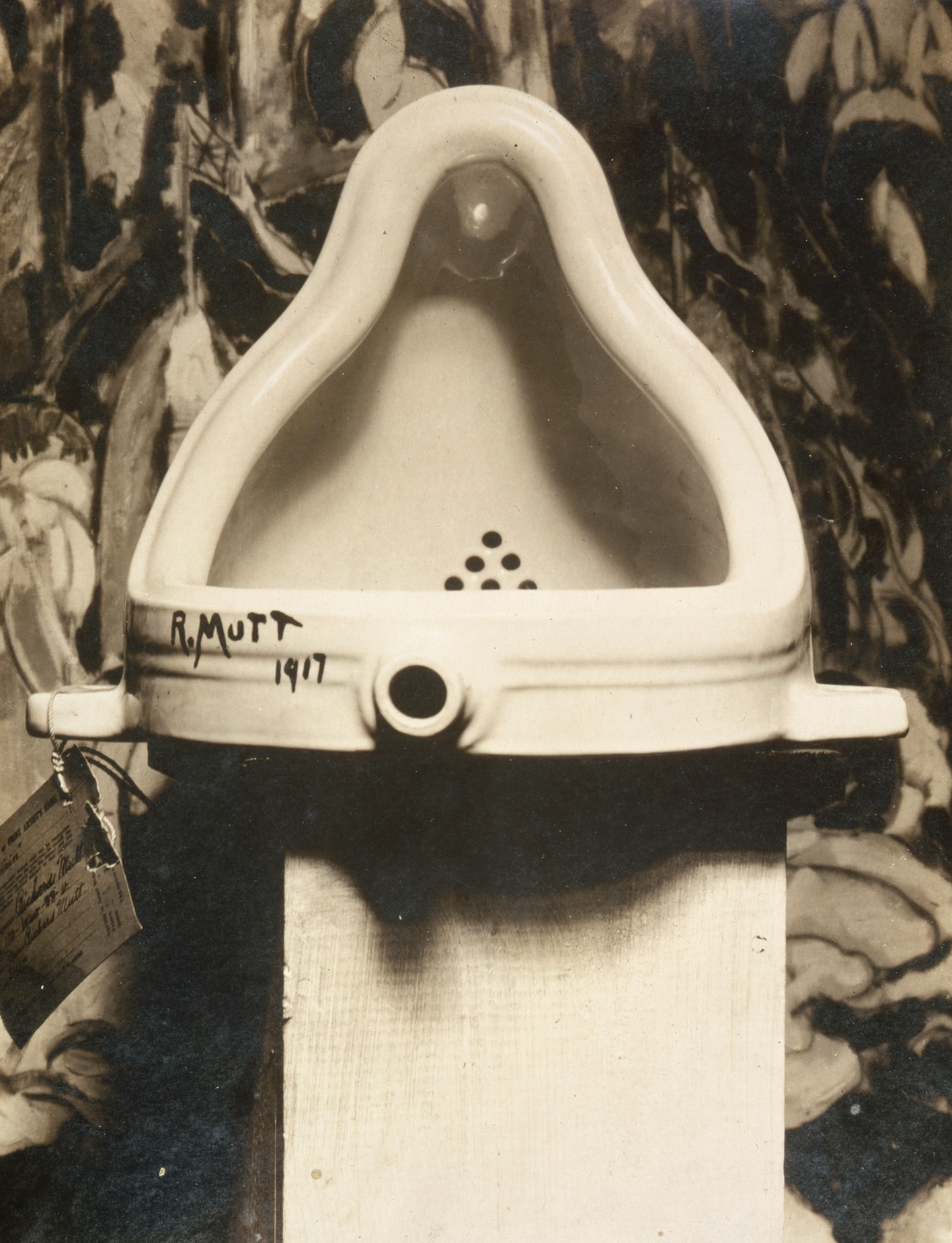
Fountain, ett klassiskt avantgardist verk av Marcel Duchamp 1917.
Foto:Alfred Stieglitz

Avantgarde (franska förtrupp), är de personer eller verk som för sin tid är experimentella, nyskapande eller innovativa, speciellt inom konst, kultur och politik. Vissa teoretiker, som Peter Bürger, delar in de konstnärliga avantgardistiska grupperingarna i "det historiska avantgardet” vilket är grupper verksamma innan andra världskriget, och neoavantgarde som grupperingar som uppträdde efter andra världskriget som  lettrism, situationism, konkret konst, konkret musik och konkret poesi.

## Inom konst och kultur
Det avantgardistiska representerar en förflyttning av gränsen för vad som är accepterat som norm eller status quo i samhället, framförallt inom den kulturella sfären. Många teoretiker har med blandat resultat försökt att kartlägga de parametrar som definierar avantgardet. En av de analyser som brukar citeras om avantgardet som kulturellt fenomen är Renato Poggiolis bok Teoria dell'arte d'avanguardia från 1962, som visar att avantgardet kan ses som en gemensam uppfattning kring vissa ideal och värderingar som manifesterar sig i en nonkonformistisk livsstil och som kan betraktas som en variant eller subkategori av det bohemiska.
Föreställningen om ett avantgarde beskrivs ibland som en grundförutsättning för modernismen, och en viktig distinktion gentemot postmodernismen.[källa behövs] Vissa teoretiker, som Peter Bürger, menar att försöken till experimentell kultur efter andra världskriget bara var tröstlösa upprepningar av stilar och strategier från 1900-1920 och beskrev dessa verk som neoavantgardistiska. Under postmodernismen har vissa teoretiker istället talat om ett postavantgarde. Om normen blivit att bryta mot normen och vara nyskapande, så är det istället avantgardistiskt att återgå till äldre tiders stilar och uttryck. En av dessa företeelser var det italienska nyfigurativa måleriet som dök upp på 1980-talet och som benämnts transavantgarde, det vill säga några som gör anspråk på att ha överskridit avantgardet.

## Inom politik
Inom revolutionär marxism innebär det ”revolutionära avantgardet” (eller ”förtruppen”) de delar av proletariatet som medvetet arbetar för ett kommunistiskt maktövertagande. Bolsjevikerna är ett exempel på en rörelse som ansåg sig utgöra ett sådant revolutionärt avantgarde.